# San Felipe, Pueblo Nuevo Solistahuacán
San Felipe är en ort i Mexiko.   Den ligger i kommunen Pueblo Nuevo Solistahuacán och delstaten Chiapas, i den sydöstra delen av landet, 700 km öster om huvudstaden Mexico City. San Felipe ligger 1 696 meter över havet och antalet invånare är 435.
Terrängen runt San Felipe är kuperad söderut, men norrut är den bergig. Runt San Felipe är det ganska tätbefolkat, med 80 invånare per kvadratkilometer. Närmaste större samhälle är Rincón Chamula, 2,7 km norr om San Felipe. Omgivningarna runt San Felipe är en mosaik av jordbruksmark och naturlig växtlighet.